# دانشگاه بلمند
دانشگاه بَلَمَند (به عربی: جامعة البلمند) یک دانشگاه خصوصی در لبنان است که در طرابلس (لبنان) واقع شده‌است.

## رنکینگ
بر اساس نظام رتبه بندی QS که هرساله برترین دانشگاه‌های جهان را اعلام می‌کند این دانشگاه را در رده 550 -511دنیا و دوم لبنان در سال 2022 رتبه‌بندی کرده‌است.

## دانشکده
دانشکده های دانشگاه بلمند شامل:
- دانشکده هنر و علوم
- دانشکده مدیریت و کسب و کار
- دانشکده مهندسی
- دانشکده علوم سلامت
- دانشکده زشکی و علوم پزشکی